# Familia Eder
Los Eder son una familia de empresarios azucareros de Colombia, de origen letón. Sus centros de operaciones son las ciudades colombianas de Cali y Palmira en el Valle del Cauca, esta última ciudad por ser la sede de la empresa Manuelita, la fuente de riqueza de la familia.

## Historia

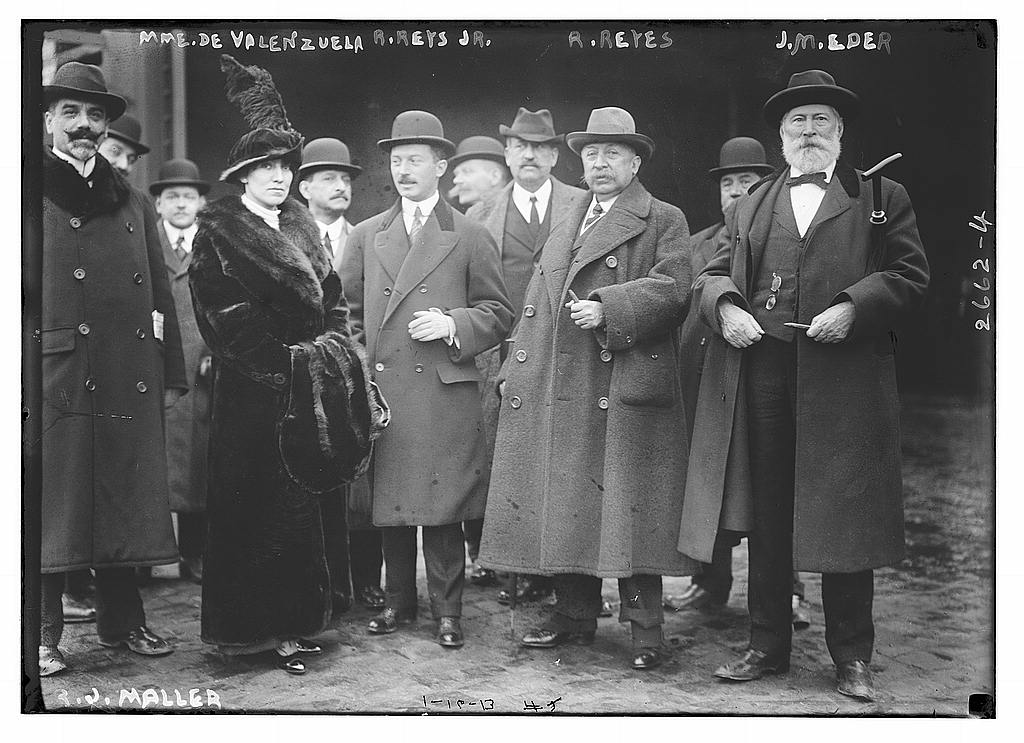
Santiago Eder junto al entonces presidente de Colombia Rafael Reyes. 1913

La rama familiar colombiana nació con el empresario letón de origen judío Don Santiago Eder, nacido como Santjago Martins Eders Kaisers en Jelgava, Imperio Ruso (actualmente Letonia). Eder llegó al muelle de Buenaventura, Colombia, proveniente de San Francisco, Estados Unidos; con el objetivo de cobrar acreencias a favor de su hermano mayor, el empresario Henry Eder Kaiser.
Luego de casarse con la británica Lizzy Benjamin Myers, a quien conoció en Londres durante un encargo diplomático del gobierno colombiano en 1867, la familia se radicó en Colombia. 
Eder adquirió los terrenos de la hacienda La Manuelita, propiedad de George Isaacs, padre del poeta Jorge Isaacs. Luego de la muerte de Isaacs, los terrenos pasaron a manos de Eder, por los problemas económicos de sus dueños. Los terrenos se transformaron en el ingenio azucarero La Manuelita en 1900, la primera empresa de su tipo en Colombia y base de la riqueza de la familia en la actualidad.